# 上海中国通商银行大楼
中国通商银行大楼（英語：Commercial Bank of China Building），又名元芳大樓，位於上海公共租界黃埔路（今上海虹口中山东一路），是中国通商银行總部所在，亦是其在上海外滩6号建造的银行大楼。
中国通商银行是中国人创办的第一所現代银行，於1897年5月27日由時任督辦全國鐵路事務大臣盛宣怀創辦。外滩6号原是拍卖行，3层殖民地式建筑。1906年，建築翻建，由英资玛礼逊洋行的格兰顿（F . M . Gratton）设计，建筑面积4,541平方米，建筑风格为仿哥特式市政厅式样。